# 西嶋泰義
西嶋 泰義（にしじま やすよし、1946年（昭和21年）9月6日 - ）は、日本の政治家。元大分県佐伯市長（3期）、元佐伯市議会議員（5期）。

## 経歴
- 1965年 - 大分県立佐伯豊南高等学校商業科卒業。
- 1965年 - 株式会社佐伯青果市場入社。
- 1975年 - 有限会社佐伯青果商事代表取締役。
- 1983年 - 佐伯市議会議員に初当選（以来5期20年務める）。
- 1993年 - 地方卸売市場佐伯青果株式会社代表取締役。
- 1999年 - 佐伯市議会議長に就任。
- 2005年 - 4月17日に行われた市長選挙で佐藤佑一元市長らを破り、当選。佐伯市長就任。
- 2009年 - 4月12日に行われた市長選挙で佐藤元市長、後藤博子元参議院議員らを破り、2選。
- 2013年 - 4月14日に行われた市長選挙で3候補を破り、3選[2]。
- 2020年 - 旭日中綬章受章[3]。